# Catocala posthuma
Catocala posthuma là một loài bướm đêm trong họ Erebidae.